# Мадьяровская культура
Мадьяровская культура (словац. maďarovská kultúra) — археологическая культура раннего и начала среднего бронзового века. Входила в так называемый мадьяровско-ветеровский горизонт. Название происходит от деревни Мадьяровце (ныне Малиновец; см. Сантовка), расположенной близ города Левице в Словакии.

## Происхождение
Считается, что мадьяровская культура возникла на базе кишапоштагской культуры при сильном влиянии ранней стадии унетицкой культуры. Важное значение имело также влияние культур, связанных с анатолийско-эгейской и балканской средой.

## Хронология и область распространения
По хронологии Пауля Райнеке, мадьяровская культура относится к стадиям A2 и B1 бронзового века, или к 1950—1500 гг. до н. э. по радиоуглеродной датировке. В истории данной культуры выделяются три фазы:
1. унетицко-мадьяровская (в восточной Словакии: унетицко-коштанская)
2. классическая
3. поздняя

Область распространения охватывала юг и запад современной Словакии, частично также юго-запад Венгрии и Бургенланд в Австрии. Также выделяется восточная группа на востоке Словакии.

## Поселения и строения
Население мадьяровской культуры обитало в поселениях на взгорьях, а также сооружало поселения на теллях. Это были укреплённые поселения, усиленные земляными или каменными валами и рвами. В поселениях находились жилые дома, квадратные или прямоугольные, с очагами внутри. Толстые культурные слои свидетельствуют об относительно интенсивном жилищном хозяйстве внутри посёлков и длительном обитании на постоянном месте.
Большое количество металлических находок свидетельствует о развитости металлургического производства. Было развито также изготовление изделий из кости и рога. Из поселений мадьяровской культуры лучше всего изучены Нитранский Градок, окружённый плетёной изгородью, а также Веселе, Мистельбах и Ивановце.

## Погребальный обряд
Некрополи данной культуры довольно слабо изучены. Встречаются скелетные погребения в ямах или в культурном слое на территории поселений. На младшей фазе появляются погребения путём кремации, которые также встречаются внутри поселений. В поселении в местности Боротице обнаружен курганный некрополь, курганы которого были окружены кольцевым рвом. Известны также детские погребения в глиняных сосудах — пифосах.
В погребениях мадьяровской культуры часто встречаются следы грабежа. Можно отметить, что из погребений исчезали конкретные кости, в основном рёбра. Неизвестно, однако, кто грабил погребения — представители той же или иной культуры.

## Инвентарь
Керамика мадьяровской культуры довольно разнообразна по форме. Имеются многочисленные жбаны (в том числе на небольших ножках) и кубки с высокой шейкой, с ушком, соединяющим край с шейкой, а также бочковидные кубки, напоминающие форму сосудов унетицкой культуры. Также встречаются изящные амфоры с выступающими высокими шейками, снабжённые двумя ручками-ушками у основания шейки, сосуды с S-образным профилем, с поверхностью обмазанной или снабжённой текстильным орнаментом, а также различные виды мисок. Среди декоративных мотивов и техник встречается инкрустация, видимо, позаимствованная на юге.
В поселениях найдено большое количество литейных форм, а также многочисленные бронзовые изделия: шпильки различных типов, топоры, копья и чеканы.
Также найдено много изделий из кости и рога, таких, как шила, портняжные иглы, копалки, роговые молотки, орудия с зазубренным краем, выполненные чаще всего из лопаток крупного рогатого скота, а также различные украшения, в том числе перстни, украшенные спиралями, волнистыми линиями или плетёным орнаментом. В орнаменте указанных изделий имеются параллели с орнаментами микенской культуры.

## Исчезновение и влияние на возникновение других культур
На стадии своего апогея мадьяровская культура оказывала влияние в западном направлении, а также в некоторой степени на север. В результате такого взаимодействия, возможно, также в связи с перемещениями населения мадьяровской культуры на территории, которые ранее занимала унетицкая культура, в северной и центральной Моравии и в прилегающих регионах Австрии возникла новая культурная единица, известная как ветеровская культура.
Влияние мадьяровской культуры в северном направлении привело к образовании на территории Верхней Силезии, а именно на Глубчицком плато, новоцерквянской группы. Некоторые исследователи датируют данную экспансию фазой A3 бронзового века.
Мадьяровская культура стала приходить в упадок на стадии B1 бронзового века (1700—1500 гг. до н. э.), и дольше всего удерживалась на северо-западе Венгрии.